# Football Club Lebbeke
Ne pas confondre avec le KSK Lebbeke, un autre club de la commune de Lebbeke
Maillots
Dernière mise à jour : 3 janvier 2024.
Le Football Club Lebbeke est un club de football belge basé à Lebbeke, dans la province de Flandre-Orientale. Le club, porteur du matricule 8601, évolue en Division 3 Amateur lors de la saison 2018-2019. C'est la 15e saison qu'il joue dans les séries nationales au cours de son histoire, dont 1 au troisième niveau.
Jusqu'au terme de la saison 2015-2016, le cercle porte son nom d'origine à savoir « Rapide Club Lebbeke ». Familièrement surnommé le « Rapiet », le matricule 8601 nourrit une solide rivalité avec son voisin, bien plus ancien, du K. SK Lebbeke surnommé le « eskaa ». Le deux clubs fusionnent le 1er juillet 2016 sous la dénomination de « FC Lebbeke » sous le matricule 8601.

## Histoire
Le club est fondé le 18 décembre 1977 à Lebbeke, une commune où il existe un autre club depuis 35 ans, le SK Lebbeke. Le club s'affilie à l'Union Belge en 1978, et reçoit le matricule 8601. Il est versé en quatrième provinciale est-flandrienne, le dernier niveau du football belge. Le club joue dix ans à ce niveau, puis connaît une période de succès à la fin des années 1980.
En 1988-1989, le club remporte le titre dans sa série, et est promu pour la première fois en troisième provinciale. Un an plus tard, grâce à un nouveau titre, il monte en deuxième provinciale. Après une saison terminée en milieu de classement, le club remporte sa série de « P2 » et rejoint l'élite provinciale en 1992. Le club continue sa marche en avant, et après deux saisons, il décroche une place dans le tour final provincial de la saison 1993-1994. Il le remporte, ce qui lui permet de rejoindre pour la première fois la Promotion, quatrième et dernier niveau national, cinq ans seulement après avoir quitté la quatrième provinciale.
Le passage vers les divisions nationales n'arrête pas la progression du club. Dès sa première saison, il termine quatrième, ratant de peu le tour final pour la montée. Il atteint les seizièmes de finale de la Coupe de Belgique 1995-1996, éliminé par le KRC Genk. En championnat, il termine septième au classement final, mais grâce au gain d'une tranche, le club se qualifie pour le tour final, où il est éliminé aux Tirs au but par le Stade Louvain. La saison suivante, le club est dans la même série que le KSK Lebbeke, l'autre club de la commune. Il termine cinquième et ne se qualifie pas pour le tour final, mais son rival est relégué en provinciales. Enfin, en 1998, le RC Lebbeke remporte le titre dans sa série, et est promu pour la première fois en Division 3, vingt ans après la création du club.
Le club ne peut poursuivre sur sa lancée en troisième division, et termine avant-dernier, loin derrière la première place non-descendante. Il est relégué en Promotion après une saison en D3. Le club retrouve à nouveau le KSK Lebbeke sur sa route, et doit lutter jusqu'au bout pour son maintien. Treizième, il doit passer par les barrages, où il élimine le Beringen FC pour rester en nationales. Lors des saisons suivantes, le club obtient des résultats en dents de scie. En 2005, il se qualifie pour le tour final pour la montée, mais ne parvient pas à rejoindre la Division 3, battu après prolongations par Couillet. Au terme de la saison 2005-2006, le club termine ex aequo avec Dilbeek Sport à la douzième place, et doit jouer un test-match contre ce club pour déterminer lequel sera treizième et devra passer par les barrages pour le maintien. Lebbeke s'incline, et est ensuite battu par la RUW Ciney. Il doit donc passer par le tour final interprovincial, où une nouvelle défaite, cette fois contre Wielsbeke, le renvoie en provinciales après douze saisons dans les divisions nationales.
Deux ans après avoir quitté la Promotion, le RC Lebbeke subit une nouvelle relégation et est renvoyé vers la deuxième provinciale en 2008. Il revient en première provinciale en 2010, niveau où il évolue jusqu'en 2016. Il est alors promu vers la nouvelle Division 3 Amateur, un cinquième niveau national créé pour la saison prochaine. Dans la foulée de cette montée, le club fusionne avec son voisin du KSK et prend le nom de « Football Club Lebbeke ». Le matricule 8601 est conservé tandis que le « 3558 » du KSK disparait.

## Logos

Ancien logo du "Rapide"

## Résultats dans les divisions nationales
Statistiques mises à jour le 9 décembre 2024 (terme de la saison 2023-2024)

### Palmarès
- 1 fois champion de Belgique de Promotion en 1998

### Bilan
| Niv | Divisions     | Jouées | Titres | TM Up | TM Down |
| --- | ------------- | ------ | ------ | ----- | ------- |
| I   | 1re nationale | 0      | 0      |       |         |
| II  | 2e nationale  | 0      | 0      |       |         |
| III | 3e nationale  | 1      | 0      |       |         |
| IV  | 4e nationale  | 13     | 1      | 2     | 1       |
| V   | 5e nationale  | 6      | 0      |       |         |
|     |               |        |        |       |         |
|     | TOTAUX        | 20     | 1      | 2     | 1       |

- TM Up : test-match pour départager des égalités, ou toutes formes de Barrages ou de Tour final pour une montée éventuelle.
- TM Down : test-match pour départager des égalités, ou toutes formes de Barrages ou de Tour final pour le maintien.

### Classements saison par saison
| Ordre               | Saison  | Nom du club | Niveau                         | Classement final | Remarques                            |
| ------------------- | ------- | ----------- | ------------------------------ | ---------------- | ------------------------------------ |
| 1                   | 1994-95 | RC Lebbeke  | Promotion série B              | 4e/16            |                                      |
| 2                   | 1995-96 | RC Lebbeke  | Promotion série B              | 7e/16            | Tour final                           |
| 3                   | 1996-97 | RC Lebbeke  | Promotion série B              | 5e/16            |                                      |
| 4                   | 1997-98 | RC Lebbeke  | Promotion série B              | 1er/16           | Champion et promu                    |
| 5                   | 1998-99 | RC Lebbeke  | Division 3 série A             | 15e/16           | Relégué                              |
| 6                   | 1999-00 | RC Lebbeke  | Promotion série B              | 13e/16           | Barrages                             |
| 7                   | 2000-01 | RC Lebbeke  | Promotion série B              | 7e/16            |                                      |
| 8                   | 2001-02 | RC Lebbeke  | Promotion série B              | 3e/16            |                                      |
| 9                   | 2002-03 | RC Lebbeke  | Promotion série B              | 10e/16           |                                      |
| 10                  | 2003-04 | RC Lebbeke  | Promotion série B              | 9e/16            |                                      |
| 11                  | 2004-05 | RC Lebbeke  | Promotion série B              | 6e/16            | Tour final                           |
| 12                  | 2005-06 | RC Lebbeke  | Promotion série B              | 12e/16           | Relégué                              |
| séries provinciales |         |             |                                |                  |                                      |
| 13                  | 2016-17 | FC Lebbeke  | Division 3 Amateur série A     | 9e/16            |                                      |
| 14                  | 2017-18 | FC Lebbeke  | Division 3 Amateur série A     | 6e/16            |                                      |
| 15                  | 2018-19 | FC Lebbeke  | Division 3 Amateur VFV série A | 8e/16            |                                      |
| 16                  | 2019-20 | FC Lebbeke  | Division 3 Amateur VFV série A | 5e/16            |                                      |
| 17                  | 2020-21 | FC Lebbeke  | Division 3 Amateur VFV série A | N/A              | saison annulée en raison du Covid-19 |
| 18                  | 2021-22 | FC Lebbeke  | Division 3 Amateur VFV série A | 2e/16            | Promu via le tour final              |
| 19                  | 2022-23 | FC Lebbeke  | Nationale 2 VV série B         | 15e/18           |                                      |
| 20                  | 2023-24 | FC Lebbeke  | Nationale 2 VV série B         | 9e/18            |                                      |
| 21                  | 2024-25 | FC Lebbeke  | Nationale 2 VV série A         | ... /16          |                                      |